# Електродинамічний гучномовець

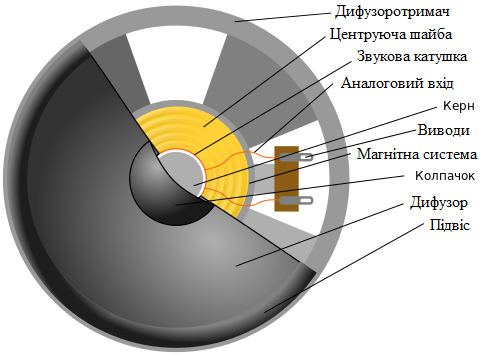

Електродинамі́чний гучномо́вець, динамік, електродинамічний репродуктор — гучномовець, в якому перетворення електричного сигналу в звук відбувається завдяки переміщенню котушки з струмом в магнітному полі постійного магніту (рідше — електромагніту) з наступним перетворенням отриманих механічних коливань в коливання навколишнього повітря за допомогою дифузора.

## Будова динамічного гучномовця

### Підвіс
Гофрований гнучкий підвіс (крайовий гофр, «комір») повинен забезпечувати порівняно низьку резонансну частоту (тобто мати високу гнучкість); плоскопаралельний характер руху (тобто відсутність крутильних та інших видів коливань) рухомої системи в обидві сторони від положення рівноваги і ефективне поглинання енергії резонансних коливань рухомої системи. Крім того підвіс повинен зберігати свою форму і властивості в часі і під впливом кліматичних факторів зовнішнього середовища (температури, вологості та ін.). З погляду конфігурації (форми профілю), що значно впливає на всі зазначені властивості, найбільше поширення мають напівтороїдальні, Sin-подібні, S-подібні підвіси і ін. Як матеріали для підвісів низькочастотних динаміків застосовують натуральні гуми, пінополіуретани, прогумовані тканини, натуральні і синтетичні тканини зі спеціальними демпферними покриттями.

### Дифузор
Дифузор — основний випромінюючий елемент гучномовця, який повинен забезпечувати лінійну АЧХ (Амплітудно-частотна характеристика) в заданому діапазоні частот. В ідеалі дифузор повинен працювати як поршень, здійснюючи зворотно-поступальні рухи передавати коливання звукової котушки навколишньому повітрю. Проте з підвищенням частоти в ньому з'являються згинальні зусилля, що призводить до появи стоячих хвиль, а значить — піків і провалів резонансу на АЧХ гучномовця, і до спотворень звуку. Для того, щоб знизити вплив цих ефектів, намагаються збільшити жорсткість дифузора, одночасно використовуючи матеріали з меншою щільністю. У сучасних конструкціях для низькочастотних динаміків 8-12" робочий діапазон простирається до 1 кГц, низькочастотних, середньочастотних динаміків 5-7" — до 3 кГц, високочастотних динаміків — до 16 кГц.